# انتفاضة كوسوفو (1995-1998)
بدأت الانتفاضة في كوسوفو أو التمرد عام 1995، بعد اتفاقية دايتون. بدأ جيش تحرير كوسوفو في عام 1996 الهجمات التي استهدفت المباني الحكومية الصربية ومراكز الشرطة. أدى التمرد إلى حرب كوسوفو في فبراير 1998.

## الهجمات
شن جيش تحرير كوسوفو 31 هجومًا في عام 1996، و55 في عام 1997، و66 في يناير وفبراير 1998. بعد أن قتل جيش تحرير كوسوفو أربعة من رجال الشرطة في أوائل مارس 1998، ردت وحدات الشرطة الصربية الخاصة وهاجمت ثلاث قرى في درينيتشا. أعقب ذلك حرب كوسوفو. وبلغ العدد الإجمالي للهجمات 1470 هجومًا في عام 1998 مقارنة بـ 66 في العام السابق.
بين عامي 1991 و1997، قتل جيش تحرير كوسوفو 39 شخصًا. أدت الهجمات بين 1996 وفبراير 1998 إلى مقتل 10 من رجال الشرطة و 24 مدنياً.